# トレイ・ミゲル
トレイ・ミゲル（Trey Miguel、1994年8月30日 - ）は、アメリカ合衆国のプロレスラー。
オハイオ州トレド出身、本名、トレイ・マクブレイヤー（Trey McBrayer）。TNA所属。

## 経歴
2009年8月にデビュー。
2018年より、インパクト・レスリングにおいて、デズモンド・エグザビエ、ザッカリー・ウェンツとThe Rascalzというユニットで活動している。

## 得意技
ヨシタニック
相手の背中に飛びつき、相手の腕と足を絡めてから一旦上体を反らし、勢いをつけて丸め込む前方回転エビ固め。相手は受け身が取れず後頭部からリングに叩きつけられ、そのまま丸め込まれる。
メテオラホールド
尻餅状態の相手に対し、コーナー最上段からメテオラを繰り出し、両膝を相手の顔面に乗せたまま両足を抱え込み、エビで固めてフォールを奪う技。
ローリング・カッター
リバース・フランケンシュタイナー
ドロップキック
ダイビング・フット・スタンプ

## タイトル歴

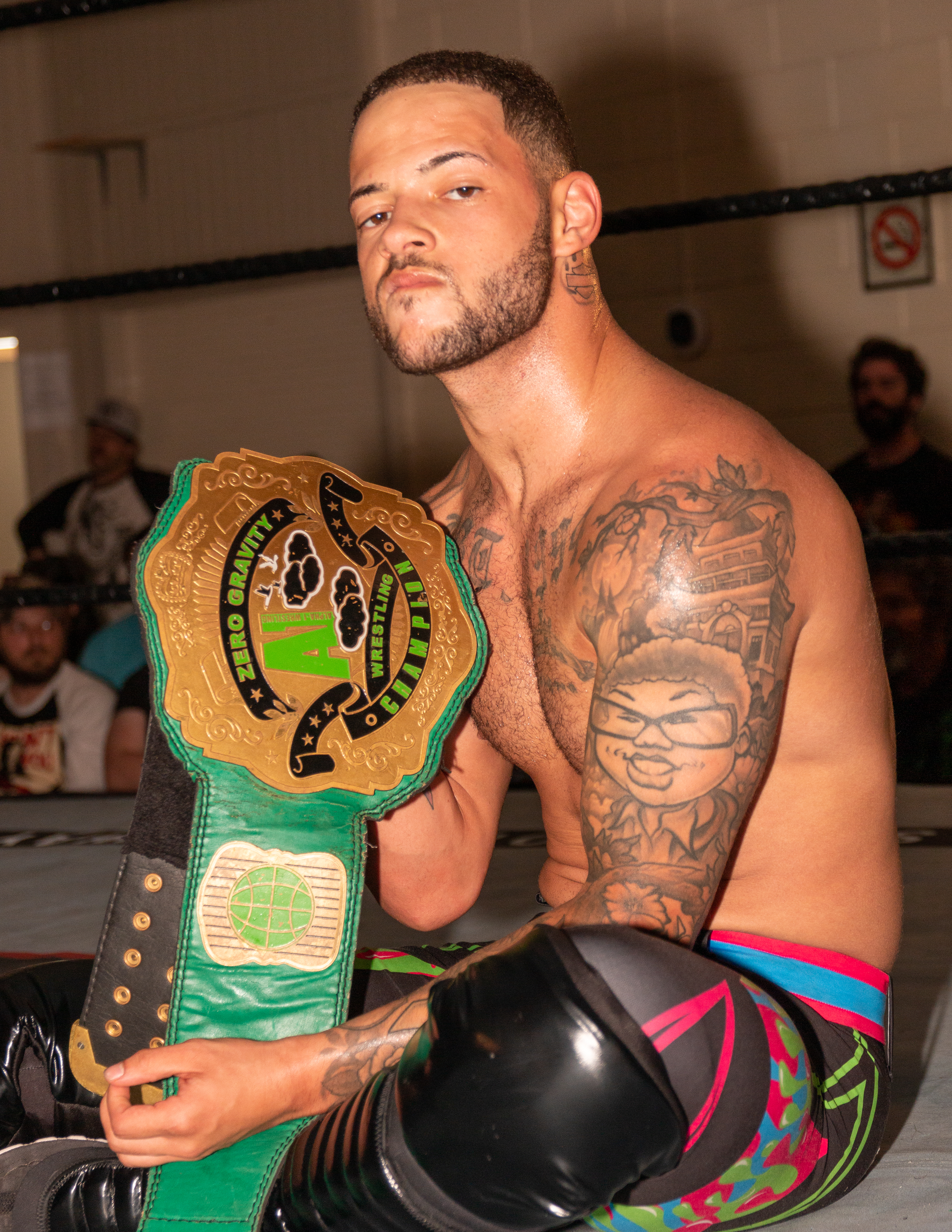
Alpha 1 ゼログラビティ王座

- Alpha-1 レスリング

A1ゼログラビティ王座（1回・現在）
- デスティニーレスリング

ネクストジェネレー王座（1回）
- ウォリアーレスリング

ウォリアーレスリング王座（1回・現在）
- IWAミッドサウスタッグ王座
- TNA
  - TNA Xディヴィジョン王座（2回）